# Семени каналићи
Семени каналићи су канали који се налазе у тестисима у којима се формирају сперматозоиди (сперматогенеза). Сваки тестис се састоји од 200 до 300 лобула а свака од њих садржи око 500 семених каналића.

## Анатомија
Семени каналићи су дуги од 30 до 80 центиметара и окружени су везивним ткивом. Каналићи се спајају у један велики канал који улази у пасеменик. Kако би се сперматозоиди развили потребна им је исхрана, за то се збрињују сертолијеве ћелије које се налазе на зиду семених каналића. Геноми који се развијају у каналићима имају могућност ДНК поправка. Поремећај ензима који је задужен за ту исправку може довести до стерилитета.